# Martti Kuisma
Martti Kuisma, né le 24 juillet 1970, à Espoo, en Finlande, est un ancien joueur de basket-ball finlandais. Il évolue au poste de pivot.